# Czech Connect Airlines
Czech Connect Airlines a.s. (od svého vzniku do 24. srpna 2007 CENTRAL CONNECT AIRLINES a.s., poté do 22. února 2010 CENTRAL AVIATION ASSETS a.s. a následně od 28. prosince 2010 Central Charter Airlines a.s.) byla česká letecká společnost, se sídlem na letišti Leoše Janáčka v Ostravě a dalšími základnami na letištích v Karlových Varech, Brně a v Praze. Do konce roku 2010 byla společně s Job Air - Central Connect Airlines, JOB AIR Logistics a JOB AIR - Central Europe Aircraft Maintenance členem skupiny CCG (Central Connect Group).
Pro podobné jméno i logo bývá občas směšována a zaměňována se svou dříve sesterskou společností Central Connect Airlines.

## Historie

### Charterové začátky
Po zahájení činnosti pod značkou Central Charter Airlines se společnost v roce 2010 orientovala především na charterovou přepravu pro turistické operátory do destinací ve středomoří, a to i skrze svou slovenskou dceřinou společnost. Část míst v charterech nabízela i ve volném prodeji. Mimoto zahájila společnost provoz pravidelných charterových letů z Ostravy do Izraele. Dopravce také nabízel k pronájmu letouny i s posádkou (tzv. ACMI, mokrý leasing) nejen k jednotlivým letům. Pokusila se navázat dlouhodobější spolupráci s kosovskou společností Illyrian Airways, kterou však záhy, na přelomu roků 2010/11, ukončila.

### Ruští investoři a orientace na pravidelnou dopravu
V prosinci 2010 získali přibližně třetinový podíl ve společnosti investoři z Ruska a společnost se začala orientovat na pravidelnou přepravu mezi regionálními letišti v ČR a Ruskem popř. SNS. Se změnou orientace společnost změnila i jméno na Czech Connect Airlines a přestala být členem skupiny Central Connect Group. Zahájení pravidelného provozu se uskutečnilo 4. března 2011 spuštěním linky Brno – Moskva.

### Spolupráce s dalšími dopravci
V srpnu 2011 CCA uzavřely dohodu na sdílení návazných autobusových linek Student Agency, na lety z Ruska do Brna s dálničním pokračováním do Prahy na Ústřední autobusové nádraží Florenc. Vznikla tak relativně levná a pohodlná alternativa, jak cestovat mezi ruskými městy a Prahou na jedinou letenku.
Začátkem roku 2011 CCA zrealizovali interline prodej letenek s jednou z největších ruských leteckých společností Transaero. Tím se pro cestující otevřela možnost cestovat na jedinou letenku mezi městy ČR a víc než stovkou destinací Transaera, zejména v Rusku a SNS.

### Úpadek
18. ledna 2012 podala společnost na sebe pro velké zadlužení návrh na insolvenci a konkurs a přerušila lety. Dne 11. července 2012 povolil krajský soud v Ostravě společnosti reorganizaci, ale po neúspěšném pokusu vyhlásil na společnost na žádost dlužníka konkurs.
Po vrácení pronajatých letadel byly totiž hlavními nehmotnými aktivy společnosti Oprávnění pro obchodní leteckou dopravu a přepravní práva do Ruska. ÚCL však společnosti nepravomocně odebral oprávnění 25. 9. 2012 a následně zahájilo Ministerstvo dopravy České republiky řízení o odebrání přepravních práv.

## Destinace
- Česko

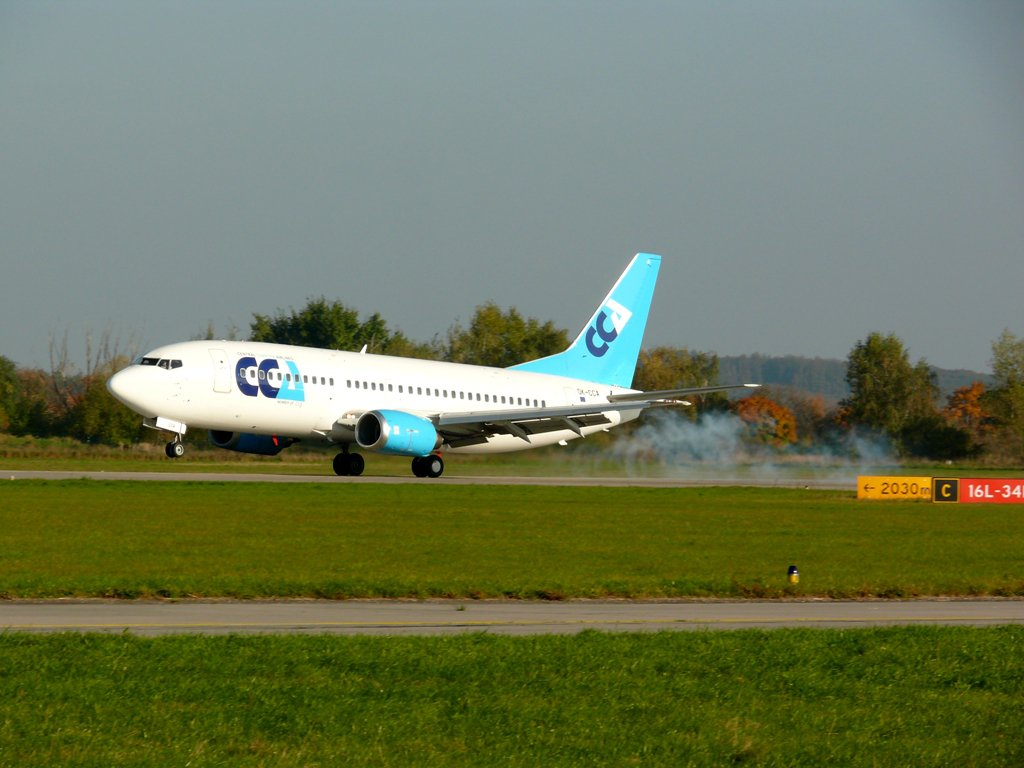
Boeing 737-300 na letišti v Hradci Králové v roce 2010

  - Brno - mezinárodní letiště Brno-Tuřany – Moskva Domodědovo, Petrohrad
  - Karlovy Vary – mezinárodní letiště Karlovy Vary - Jekatěrinburg, Rostov na Donu (provoz na lince po 6 týdnech ukončen)
  - Pardubice – mezinárodní letiště Pardubice - Moskva Domodědovo

- Rusko
  - Jekatěrinburg – mezinárodní letiště Jekatěrinburg-Koltsovo (z Karlových Varů)

- - Moskva – mezinárodní letiště Moskva-Domodědovo (z Brna a Pardubic)
  - Petrohrad – mezinárodní letiště Petrohrad-Pulkovo (z Brna)
  - Rostov na Donu – mezinárodní letiště Rostov na Donu (z Karlových Varů)

- Řecko
  - Athény – letiště Athény (z Prahy) – zahájena v květnu 2011, létána dvákrát týdně, ukončena v červenci téhož roku kvůli malému zájmu Řeků.[4]

- Švýcarsko
  - Ženeva – letiště Ženeva (z Prahy) – zahájena v červnu 2011, létána čtyřikrát týdně,[5] ukončena v červenci téhož roku kvůli obecně malému zájmu.[6]

Začátkem roku 2011 dopravce požádal o přidělení přepravních práv na linku Karlovy Vary – Samara - práva ale MDČR přidělilo ČSA, které o linku požádaly následně. Od května 2011 spustil dopravce linku do Athén, ta byla ale v červenci ukončena, stejně tak linka do Ženevy spuštěná měsíc předtím. V květnu požádal dopravce o přidělení práv na linky Praha – Minsk a Praha – Samara, na které však v červenci obdržely práva ČSA – práva však získali pro linku Praha – Jerevan. Podle vyjádření představitelů společnosti usilovala CCA o spuštění linky Brno – Kyjev. V říjnu 2011 požádaly CCA o přidělení práv na linku Karlovy Vary – Ufa.

## Flotila

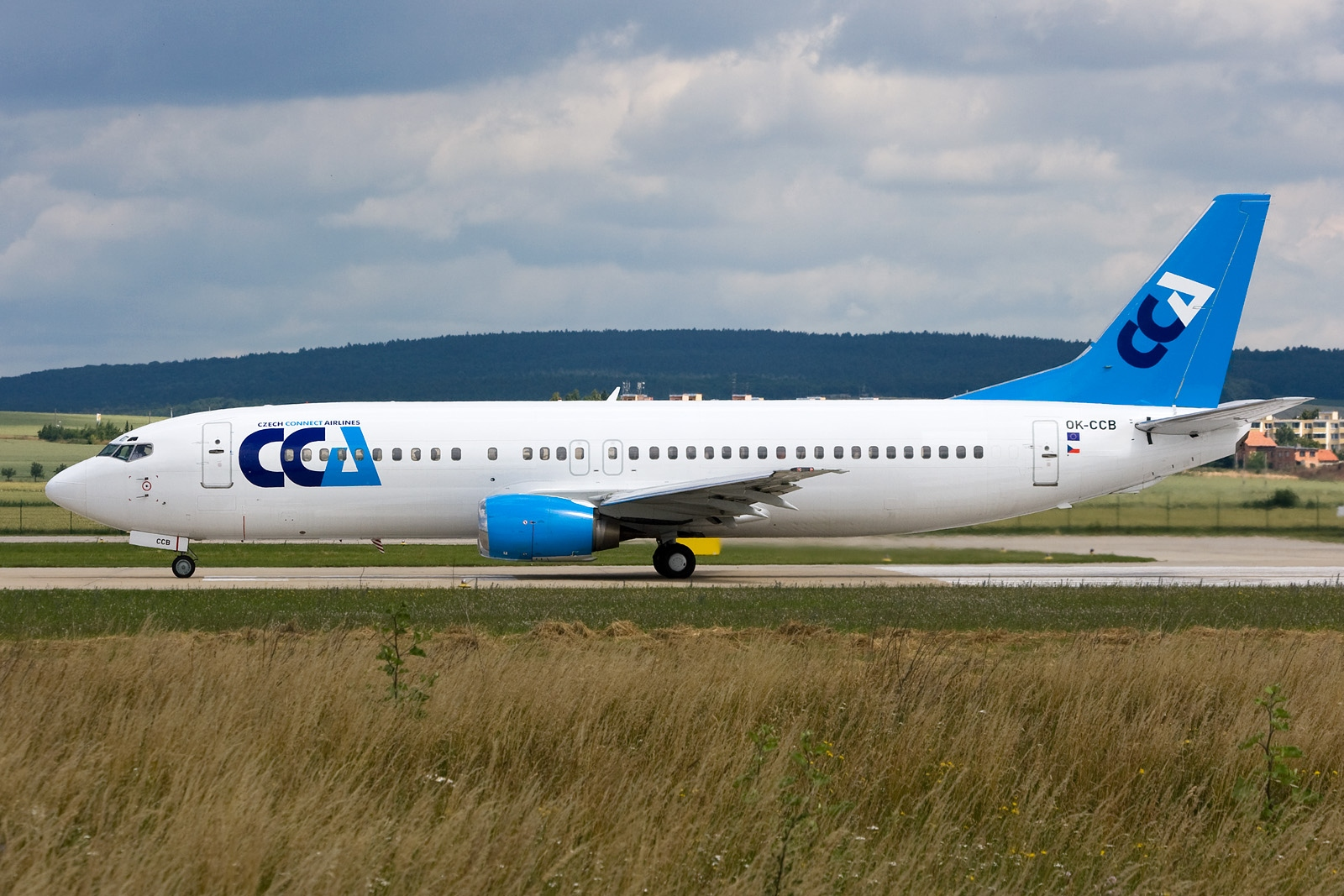
Boeing 737-400 na brněnském letišti

Za celou dobu svého působení tato společnost provozovala 2 letouny: